# Sognu
Chansons représentant la France au Concours Eurovision de la chanson
Allez ola olé
(2010) Echo (You and I)
(2012)
Singles de Amaury Vassili
Maria
(2010)
Sognu (« Rêve » en corse, et non « Je rêve » qui se traduit par « sunnieghju ») est la chanson interprétée par Amaury Vassili représentant la France au Concours Eurovision de la chanson 2011 à Düsseldorf le 14 mai 2011.

## Genèse
La chanson a été choisie en interne par France 3 et la SACEM et annoncée le 4 février 2011. Sognu, qui signifie Le Songe en français, sera chantée en langue corse. Le choix de la langue a été justifié par la proximité entre le corse et l'italien, langue habituelle pour du chant d'opéra. Il s'agit d'une chanson forte qui va crescendo et « portera idéalement la voix du jeune ténor ».
La chanson a été composée par Daniel Moyne et Quentin Bachelet (fils du chanteur Pierre Bachelet), qui travaillent avec Amaury Vassili depuis le début de sa carrière. Les paroles ont été écrites par Jean-Pierre Marcellesi.
La chanson a été présentée au public pour la première fois le 7 mars 2011, lors de l'émission de télévision musicale Chabada sur France 3.

## À l'Eurovision
Elle est intégralement interprétée en corse, l'une des langues régionales de France, le choix de la langue étant toutefois libre depuis 1999.
Il s'agit de la onzième chanson interprétée lors de la soirée, après Alekseï Vorobiev qui représentait la Russie avec Get You (en) et avant Raphael Gualazzi qui représentait l'Italie avec Follia d'amore (Madness of Love) (en). À l'issue du vote, elle a obtenu 82 points, se classant 15e sur 25 chansons,.

## Classements
| Classement (2011)               | Meilleure position |
| ------------------------------- | ------------------ |
| Belgique (Wallonie Ultratip 50) | 25                 |
| France (SNEP)                   | 33                 |